# Löbenichtsche Kirche
De Löbenichtsche Kirche was een kerkgebouw in het Koningsbergse stadsdeel Löbenicht.
Tijdens de tijd van de Duitse Orde heette de kerk St. Barbara auf dem Berge. De kerk brandde meermaals af en werd in 1776 heropgebouwd als rechthoekig bakstenen gebouw. De hoge slanke toren stok boven de daken van Löbenicht uit. Binnen was de kerk ingericht in rococo-stijl met een gesneden preekstoel altaar. Tijdens de Tweede Wereldoorlog werd de kerk volledig verwoest en nadien niet meer heropgebouwd.

## Galerij

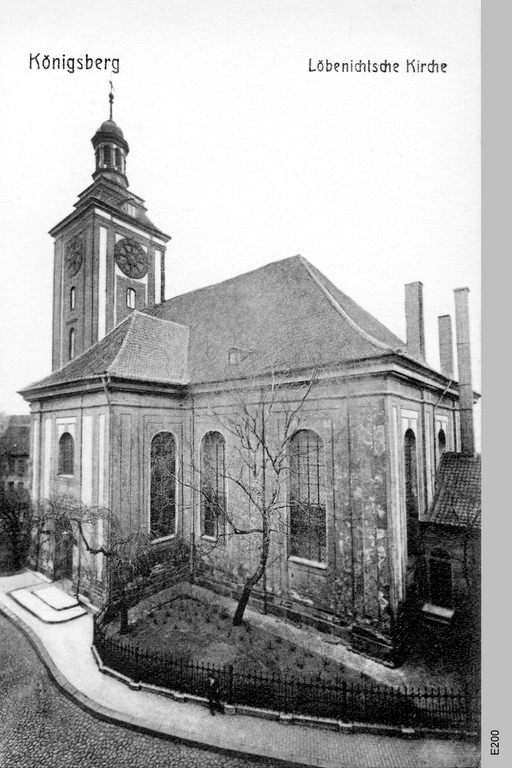
Löbenichtsche Kirche
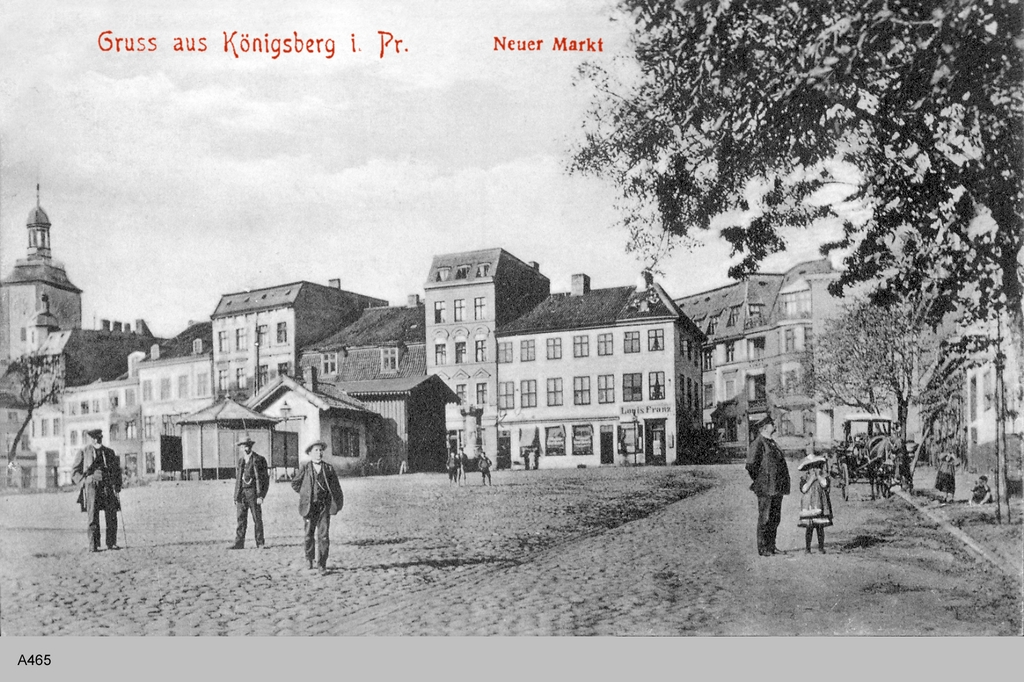
Kerk gezien van de markt
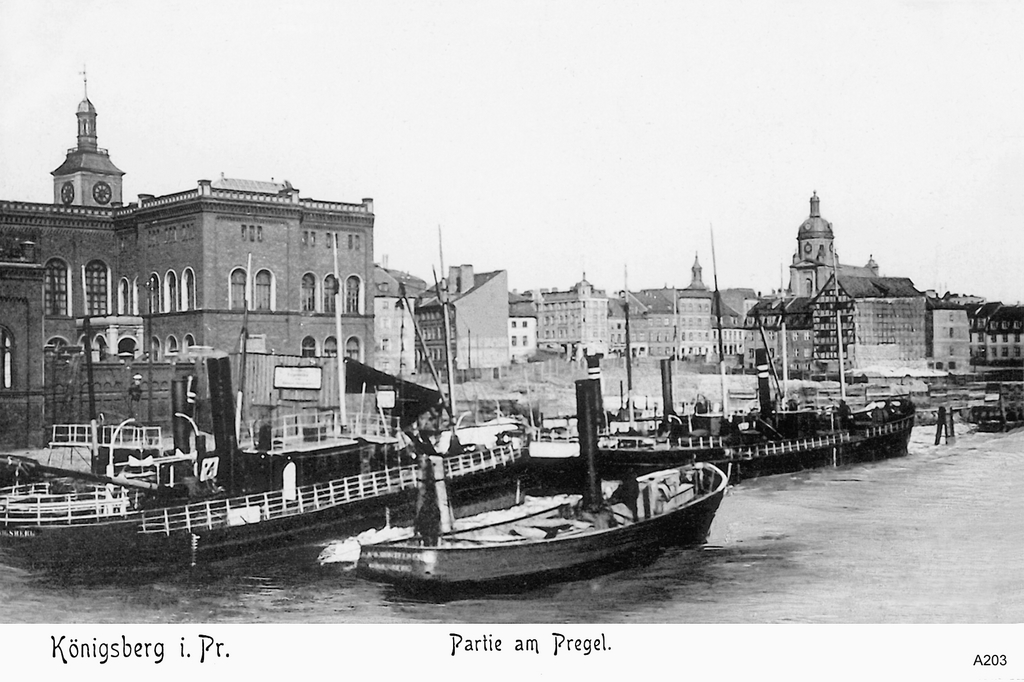
Gezien vanuit Pregel met Propsteikirche